# Iglesia de San Pedro y San Pablo (Veliko Tarnovo)

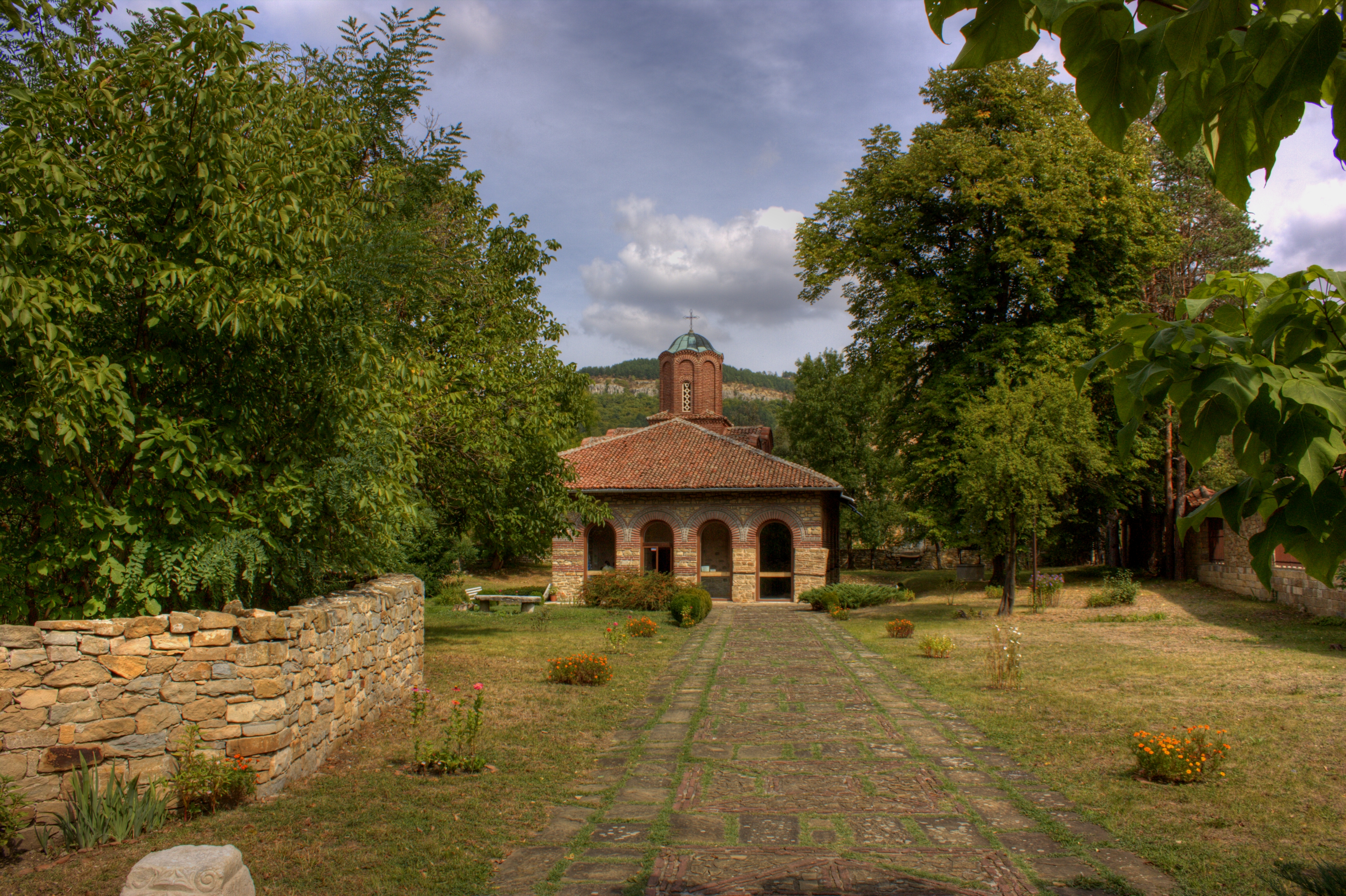
Iglesia de San Pedro y San Pablo en Veliko Tarnovo, Bulgaria.

La Iglesia de San Pedro y San Pablo (en búlgaro: църква "Св. св. Петър и Павел", tsarkva "Sv. sv. Petar i Pavel) es un templo medieval de culto ortodoxo situada en la ciudad de Veliko Tarnovo en el centro noreste de Bulgaria.

## Historia
La iglesia fue fundada en el siglo XIII a los pies de la colina de Tsarevets siendo reconstruida en 1981.
El templo está dedicado a los apóstoles San Pedro y San Pablo. Sigue una planta en forma de cruz con una cúpula y un solo ábside. La Cella o naos se divide en tres naves con dos filas de columnas. Los capiteles de las columnas están decorados con tallas y tracerías. Según cuenta el patriarca Eutimio de Tarnovo en el siglo XIV la iglesia fue construido por encargo del Zar Ivan Asen II que gobernó junto a su esposa Anna entre 1218 y 1241.
Después de la caída de Tarnovo bajo el mando otomano en 1393, la iglesia pudo haberse convertido en sede del patriarcado búlgaro durante un breve periodo. El obispo Hilarion de Creta fue enterrado allí y su tumba se ha conservado.

## Decoración
En el interior de la iglesia se puede contemplar tres capas diferentes de pinturas al fresco que se han preservado hasta nuestros días. Estas tres capas corresponden a diferentes épocas. En los frescos conservados en la capa más antigua del siglo XIII se puede observar las imágenes de los martirios de Edesa en el arco oeste.
La segunda capa están situadas en el nártex siendo estilísticamente influenciada por la escuela italo-cretense durante el tiempo del Concilio de Basilea en la década de 1430. Las inscripciones de esta segunda capa están en búlgaro y griego.
La tercera y última capa del siglo XVI está situada en la galería sur.

## Galería

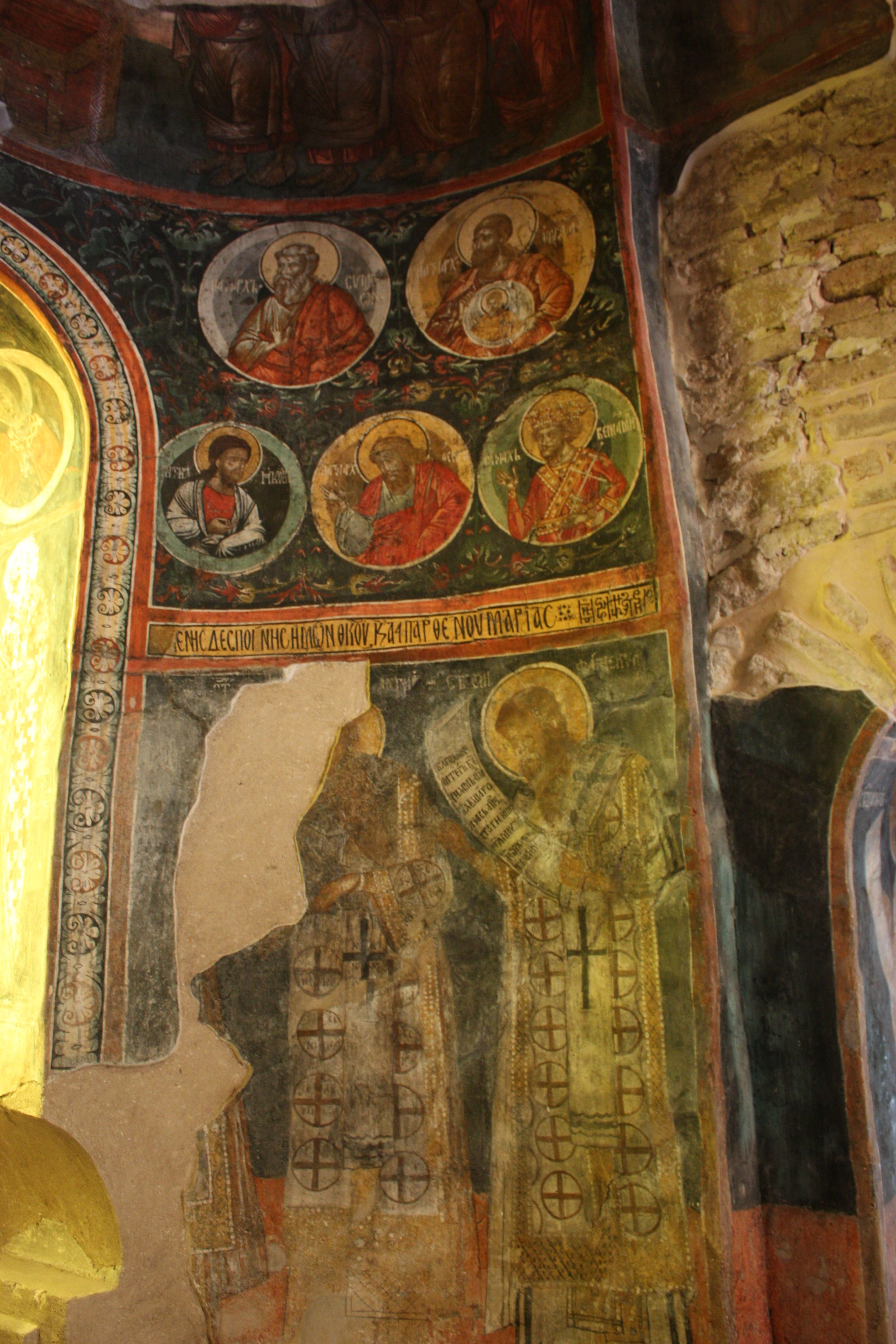
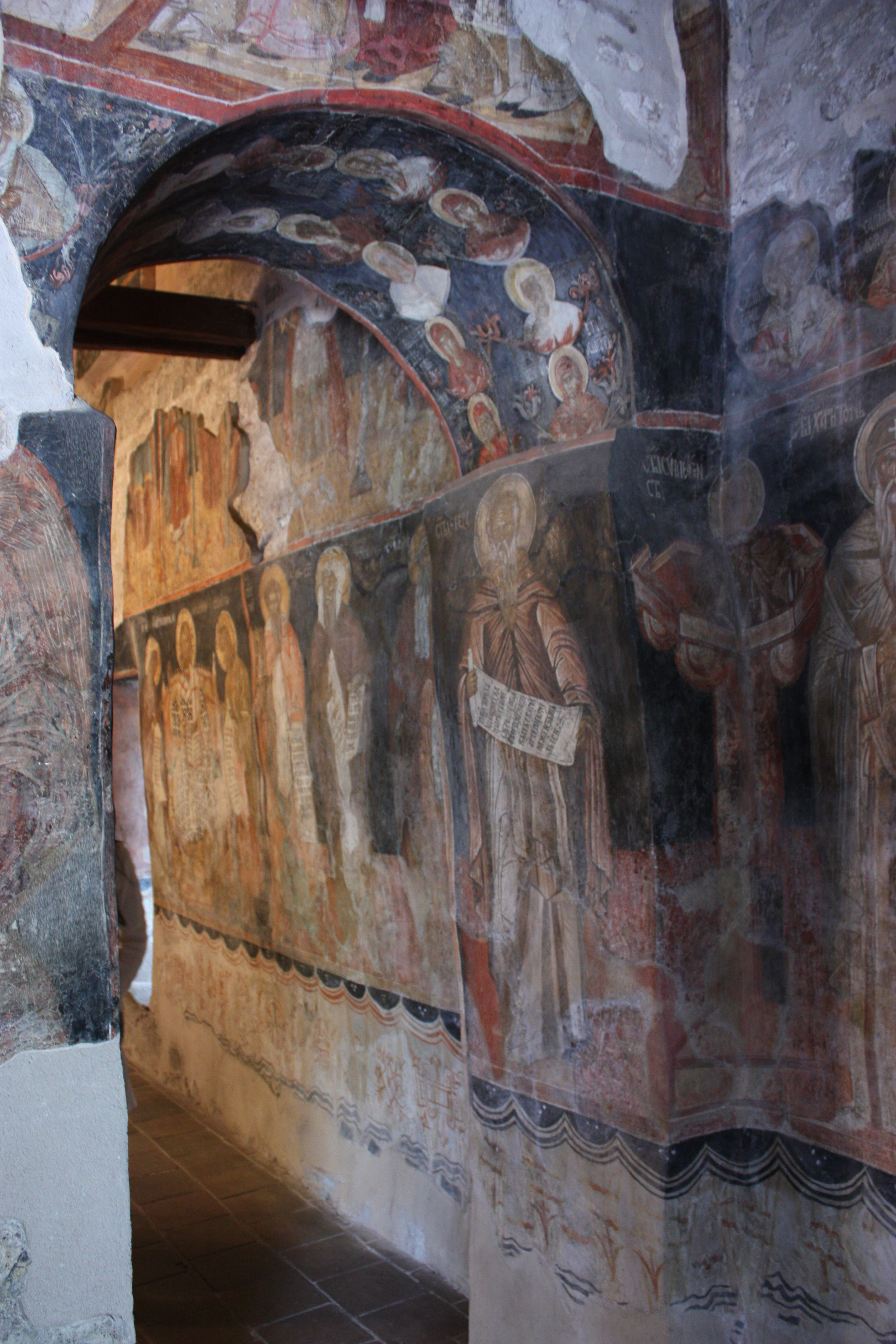
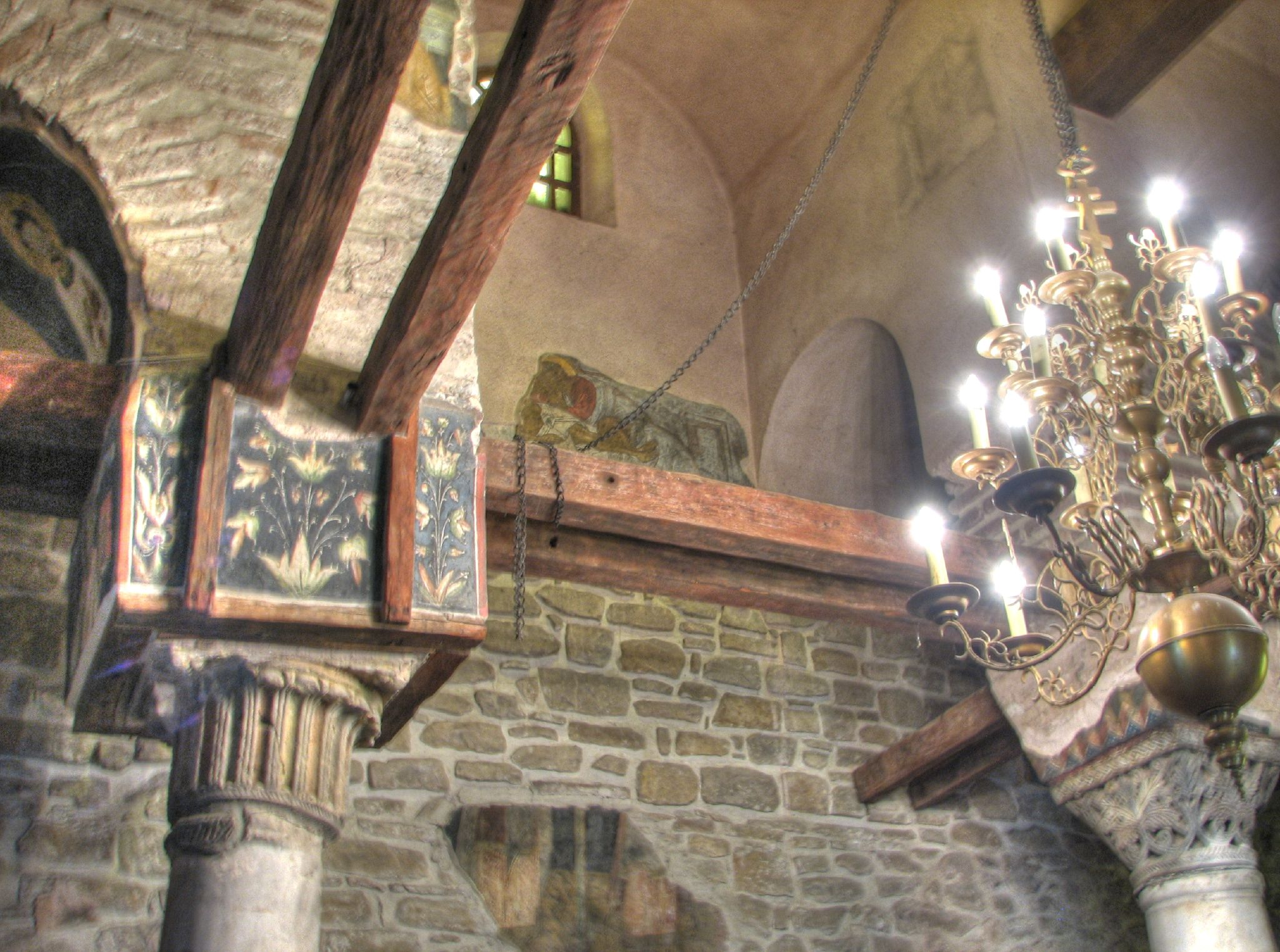